# Mentuhotep
Mentuhotep, auch Montuhotep (Mnṯw ḥtp – Month ist zufrieden) ist ein altägyptischer Name, der vor allem im Mittleren Reich beliebt war. Es gibt mehrere Herrscher und hohe Beamte dieses Namens. In der Zweiten Zwischenzeit erscheint Mentuhotep auch als Frauenname.

## Herrscher
- Mentuhotep I. (11. Dynastie)
- Mentuhotep II. (11. Dynastie)
- Mentuhotep III. (11. Dynastie)
- Mentuhotep IV. (11. Dynastie)
- Mentuhotep V. (Zweite Zwischenzeit)
- Mentuhotep VI. (Zweite Zwischenzeit)
- Mentuhotep VII. (Zweite Zwischenzeit)

## Andere Personen
- Mentuhotep (Schatzmeister) (12. Dynastie)
- Mentuhotep (Königin) (Zweite Zwischenzeit)
- Mentuhotep (Wesir) 25. Dynastie